# 48736 Ehime
48736 Ehime è un asteroide della fascia principale. Scoperto nel 1997, presenta un'orbita caratterizzata da un semiasse maggiore pari a 2,2553030 UA e da un'eccentricità di 0,1586243, inclinata di 4,96583° rispetto all'eclittica.